# Liste der Naturdenkmale in Brandenburg
Die Liste der Naturdenkmale in Brandenburg nennt die Listen der in den Landkreisen und kreisfreien Städten von Brandenburg gelegenen Naturdenkmale.

## Naturdenkmallisten
| Landkreis                       | Liste                                                      |
| ------------------------------- | ---------------------------------------------------------- |
| Landkreis Barnim                | Liste der Naturdenkmale im Landkreis Barnim                |
| Brandenburg an der Havel        | Liste der Naturdenkmale in Brandenburg an der Havel        |
| Cottbus                         | Liste der Naturdenkmale in Cottbus                         |
| Landkreis Dahme-Spreewald       | Liste der Naturdenkmale im Landkreis Dahme-Spreewald       |
| Landkreis Elbe-Elster           | Liste der Naturdenkmale im Landkreis Elbe-Elster           |
| Frankfurt (Oder)                | Liste der Naturdenkmale in Frankfurt (Oder)                |
| Landkreis Havelland             | Liste der Naturdenkmale im Landkreis Havelland             |
| Landkreis Märkisch-Oderland     | Liste der Naturdenkmale im Landkreis Märkisch-Oderland     |
| Landkreis Oberhavel             | Liste der Naturdenkmale im Landkreis Oberhavel             |
| Landkreis Oberspreewald-Lausitz | Liste der Naturdenkmale im Landkreis Oberspreewald-Lausitz |
| Landkreis Oder-Spree            | Liste der Naturdenkmale im Landkreis Oder-Spree            |
| Landkreis Ostprignitz-Ruppin    | Liste der Naturdenkmale im Landkreis Ostprignitz-Ruppin    |
| Potsdam                         | Liste der Naturdenkmale in Potsdam                         |
| Landkreis Potsdam-Mittelmark    | Liste der Naturdenkmale im Landkreis Potsdam-Mittelmark    |
| Landkreis Prignitz              | Liste der Naturdenkmale im Landkreis Prignitz              |
| Landkreis Spree-Neiße           | Liste der Naturdenkmale im Landkreis Spree-Neiße           |
| Landkreis Teltow-Fläming        | Liste der Naturdenkmale im Landkreis Teltow-Fläming        |
| Landkreis Uckermark             | Liste der Naturdenkmale im Landkreis Uckermark             |